# Star (rakettrap)

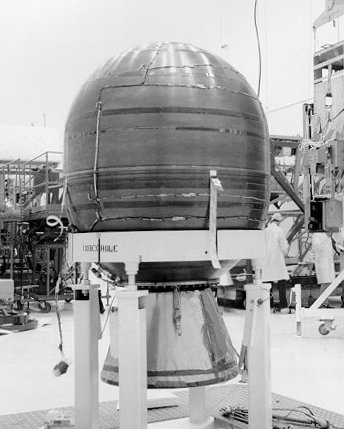
De PAM-D trap van de Delta II bevatte een Star-48B

De Star is een Amerikaanse lijn van op vaste brandstof werkende raketmotoren en rakettrappen die als zogenaamde “kick-stage” aan draagraketten kunnen worden toegevoegd. De productie was door overnames en bedrijfsfusies achtereenvolgens in handen van Thiokol (tot 2001), Alliant Techsystems (2001-2015), Orbital ATK (2015-2018) en Northrop Grumman Innovation Systems (2018-2020) en Northrop Grumman Space Systems (sinds 2020).
Het getal dat in de naam van een Star-trappen staat, geeft de diameter in inches weer. Er zijn de varianten 24, 27, 37, en 48. Verder zijn er meerdere uitvoeringen van de star-motoren met onder meer verschillende besturingsmethoden. De Star-motoren werden ook in andere rakettrappen verwerkt zoals PAM-D, de Payload Assist Module van de Delta II en de PAM-S van de SpaceShuttle. Star-trappen worden ook gebruikt in verschillende typen Minotaur-raketten. Daarnaast wordt de Star 48BV als optionele derde trap van de Antares aangeboden. Deze combinatie heeft nog nooit gevlogen.

## Bekende missies
De volgende missies zijn enkele bekende voorbeelden van vluchten waarbij een Star-trap werd gebruikt.
- Pioneer 10 (Atlas D-Centaur-Star 37E)
- Pioneer 11 (Atlas D-Centaur-Star 37E)
- Helios 1 (Titan IIIE-Star 37E)
- Helios 2 (Titan IIIE-Star 37E)
- Voyager 1 (Titan IIIE-Star 37)
- Voyager 2 (Titan IIIE-Star 37)
- New Horizons (Atlas-V 551-Star 48B)
- LADEE (Minotaur V incl. Star 48BV en Star 37FMV)
- Parker Solar Probe (Delta IV Heavy-Star 48BV)